# Карабі-яйла

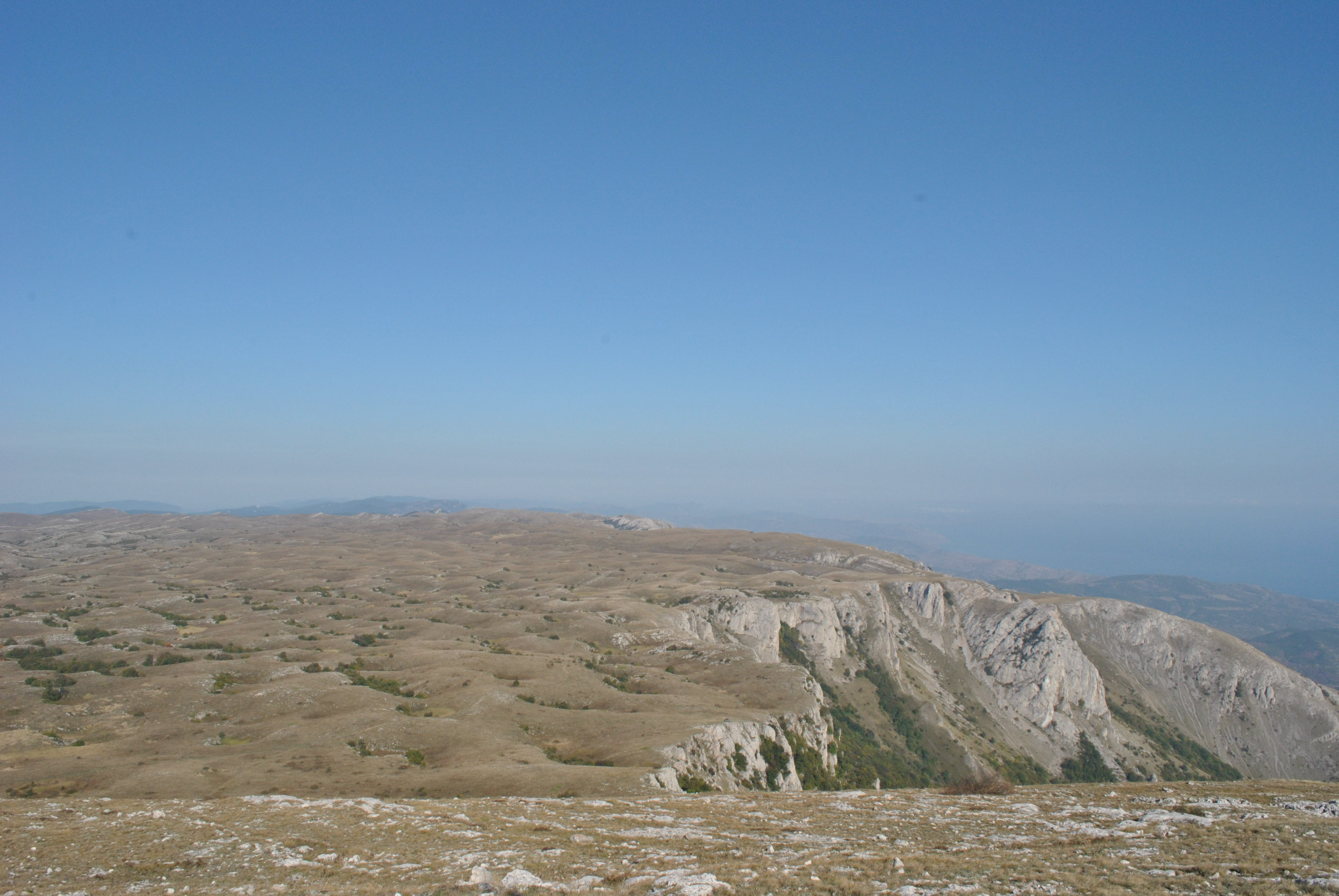
Карабі-яйлинська котловина, Південна частина Карабі-Яйли

44°52′00″ пн. ш. 34°32′00″ сх. д. / 44.86666667° пн. ш. 34.53333333° сх. д.

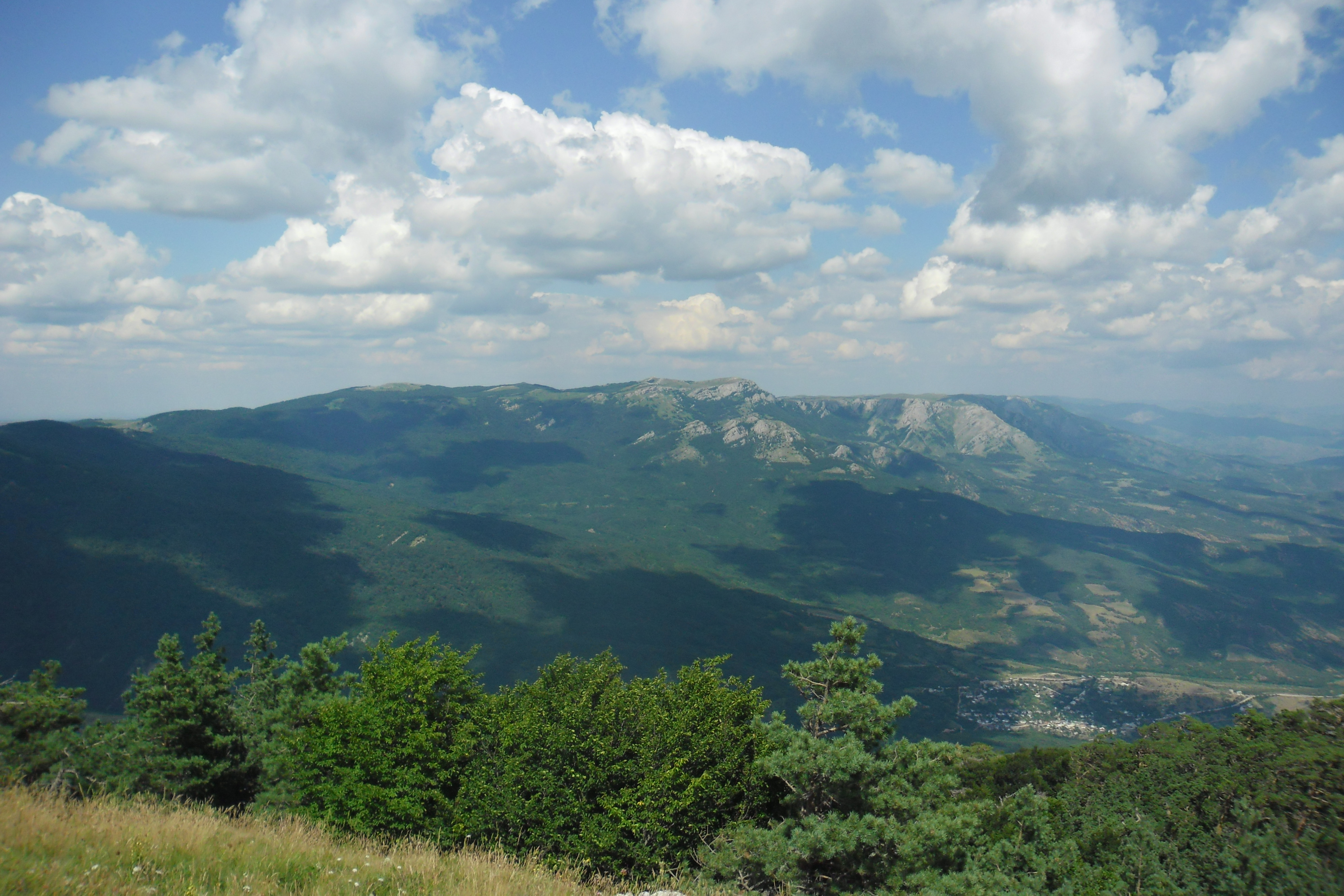
Панорама Карабі-яйли і Хапхала зі східних схилів Демірджі

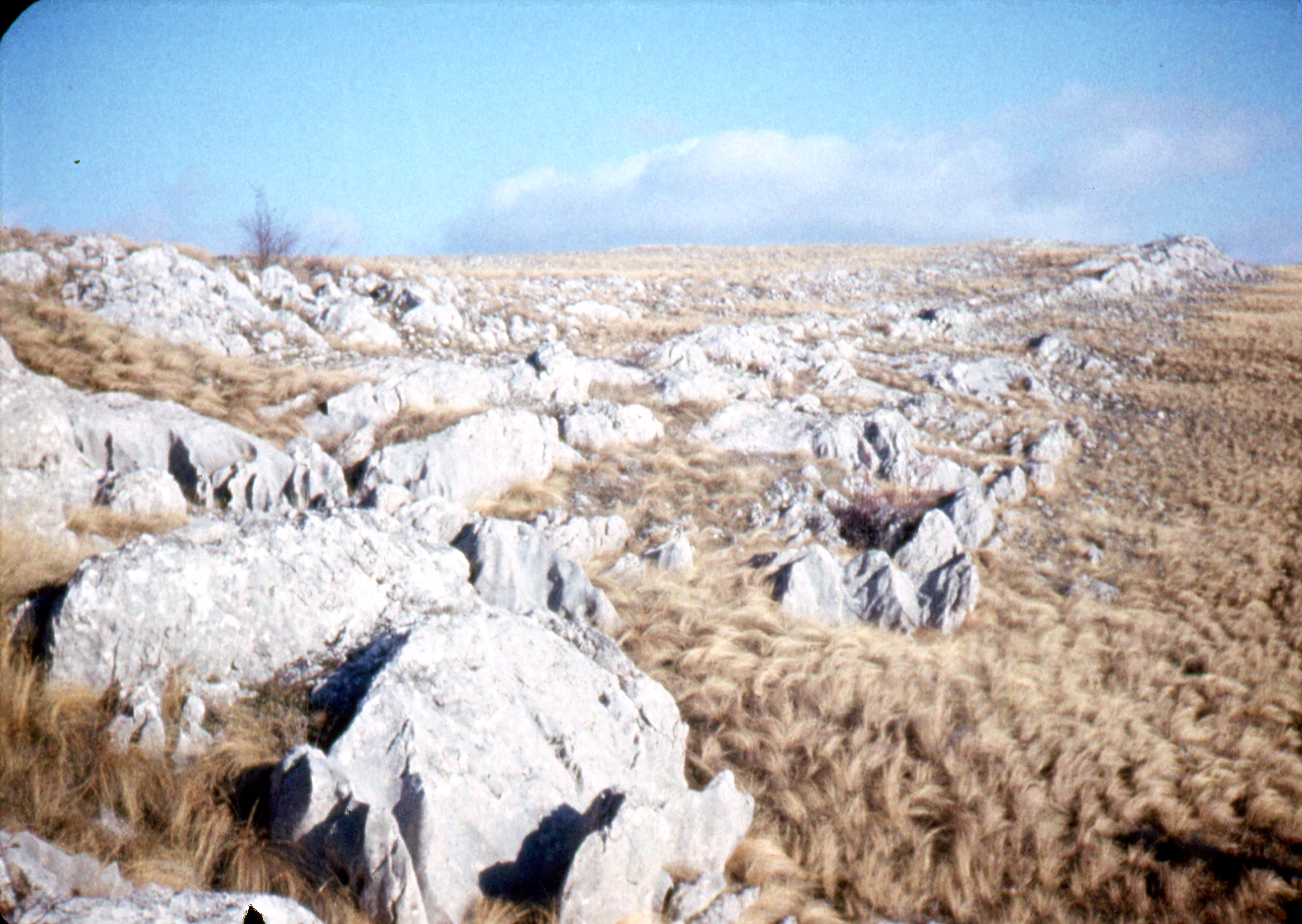
Карабі-Яйла

Карабі́-Яйла́, Карабі́й-Яйла́ (крим. Qarabiy yayla, "пасовище тарантула") — найбільша кримська яйла, вапняковий масив у головній гряді Кримських гір у центральній їхній частині. Висота до 1254 м. Північний схил пологий, південний — обривистий. Платообразна поверхня безліса, в пониженнях — лугово-степова рослинність. Рясніє карою, воронками та іншими формами карсту. Багато печер і природних шахт.

## Загальний опис
Карабі-Яйла має площу 129 квадратних кілометрів і розміри в широтному напрямку 11,3 кілометрів, в меридіональному — 10 кілометрів. На заході вона обмежена долиною річки Су-Ат, а низьким покритим лісом хребтом Таш-Хабах поєднана з яйлою Тирке, Демерджі-Яйлою, Субаткан-яйлою. На сході межею Карабі-Яйла є долина річки Танасу. Далі на схід Головне пасмо Кримських гір представлене вже не яйлами, а розчленованою системою скелястих або плоских невисоких гір, складених вапняками і уламковими породами. В північному напрямку поверхня Карабі-Яйли поступово спускається до міжпасмової депресії, з півдня яйла обмежена обривами.
Найвища частина яйли (понад 1200 м) знаходиться в межах платоподібного масиву Каратау, розташованого в її південно-західній частині. Гіпсометричні відмітки основної поверхні плато в його південно-східній частині становлять 900–1000 м, в північно-західному напрямку цей показник зменшується до 700 м. Поверхня яйли складена згідно з залягаючими верствами різнофаціальних верхньоюрських вапняків, їх падіння північно-західне.
У радянські роки на Карабі-яйлі проводилися випробування місяцеходів через те, що її рельєф майже повністю відтворює поверхню Місяця.
На території Карабі-яйли розташовано кілька заказників і пам'яток природи державного значення:
- Геологічний заказник «Гірський карст Криму».
- Ботанічний заказник «Карабі-яйла» займає ділянку нагірного плато, де росте багато лікарських рослин.
- Геологічна пам'ятка природи «Карстова шахта Солдатська на Карабі-яйлі», найглибша печера в Україні.
- Гідрологічна пам'ятка природи «Урочище Карасу-Баши» — урочище біля витоків річки Біюк-Карасу на північному схилі яйли.
- Ботанічна пам'ятка природи «Кара-Тау» — верхнє плато Карабі-яйли, поросле старим буковим лісом.
- Ботанічний заказник «Карабі-яйлинська котловина», в якому зосереджені рідкісні чагарники ендемічної для Криму ясколка Біберштейна.

## Основні вершини
- Кенгечь-Оба
- Іртиш (гора)
- Кубріалі-Кир
- Бабій-Кир
- Карчигали
- Тай-Коба

Інші об'єктигори, печери, ущелини, джерела:

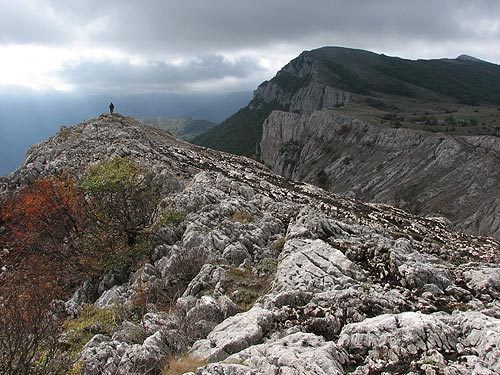
Шан-Кая (Карабі-яйла)
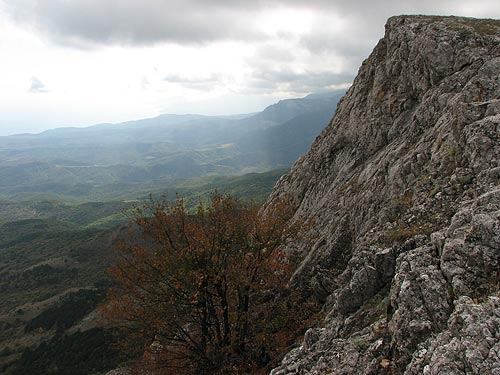
Карабі-яйла
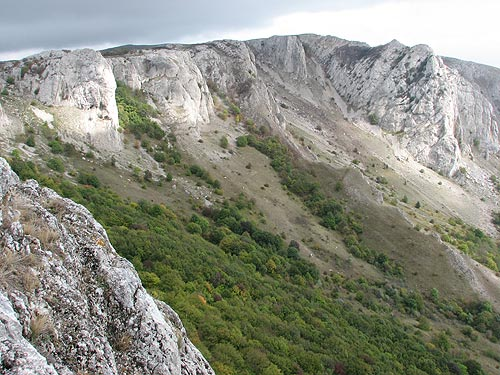
Карабі-яйла

- Карабі-яйла
- Карабі-яйла
- Карабі-яйла

## Печери
| - Великий Бузлук - Бой-Чукан - Вента - Відважний Суслик - Візовська - Гріна - Гвоздецького - Геби - Дружба - Дублянського - Жива - Зелена - Кара-Агач-Туткель (Кюрю-Агач) - Кара-Мурза - Кастере - Комсомольська - Компроміс - Крубера - Кримська - КЕ-53 - КЕ-126 - КЕ-718-4 - Мала Каскадна - Малиновий Дзвін - Мамонтова | - Миру - Молодіжна - Монастир Чокрак - Нахімовська - Нахімовська-2 - Пастухова - Профспілкова - Розчарування - Резонансна - Сезам - Казка - Солдатська - Сокіл - Суворовська - Теляча - Тисова - Ушаковська - Годинна - Штативна - Еврика - Електра - Егіз-Тінах-2 - Ювілейна |